# Странска вас (община Доброва-Полхов Градец)
Вижте пояснителната страница за други значения на Странска вас.
Странска вас (на словенски: Stranska vas) е село в Словения, Средна Словения, община Доброва-Полхов Градец. Според Националната статистическа служба на Република Словения през 2002 г. селото има 234 жители.